# Distretto di Kinnaur
Il distretto di Kinnaur è un distretto dell'Himachal Pradesh, in India, di 83 950 abitanti. Il suo capoluogo è Reckong Peo.